# Pearlettes
Pearlettes var en musikgrupp som startades 1964 i Stockholm och splittrades 1968. Gruppen bestod av Jane Sannemo, Marianne Törnqvist och Anne Bäckström. Jane Sannemo ersattes senare av Lena Conradson. Gruppen hade bland annat ett kort samarbete med Robert Broberg.